# Omega (angol album, 1973)
Az Omega az Omega együttes első NSZK-ban kiadott angol nyelvű albuma 1973-ból, amely megalapozta későbbi nemzetközi sikereiket. A dalok magyarul az Élő Omega és az Omega 5 albumokon hallhatók. A hangzás és a hangszerelés helyenként eltér.

## Kiadásai
- 1973 LP
- 1991 CD
- 2022 LP

### Kapcsolódó kislemezek
- Pearls in Her Hair / The Lying Girl SP, 1973
- Everytime She Steps In / The Bird SP, 1974

## Dalok
1. Everytime She Steps In (Régvárt kedvesem) (Mihály Tamás – Kóbor János, Hajnal István)
2. After a Hard Year (Egy nehéz év után) (Mihály Tamás – Kóbor János – Sülyi Péter)
3. Delicate Sweep (Törékeny lendület) (Molnár György – Kóbor János – Sülyi Péter)
4. Parting Song (Búcsúztató) (Molnár György – Kóbor János – Sülyi Péter)
5. The Bird (A madár) (Molnár György – Kóbor János – Sülyi Péter)
6. The Lying Girl (Hazug lány) (Mihály Tamás – Kóbor János – Sülyi Péter)
7. White Magic Stone (Varázslatos, fehér kő) (Benkő László, Debreczeni Ferenc, Mihály Tamás, Molnár György – Kóbor János – Sülyi Péter)

## Az együttes tagjai
- Benkő László – billentyűs hangszerek, vokál
- Debreczeni Ferenc – dob, ütőhangszerek, vokál
- Kóbor János – ének
- Mihály Tamás – basszusgitár, vokál
- Molnár György – gitár, vokál